# اتهاره هزاری
اتهاره هزاری (به انگلیسی: Athara Hazari) یک شهر در پاکستان است که در پنجاب واقع شده‌است.